# Jaclyn Halko
Jaclyn Halko (ur. 16 grudnia 1986 w Scarborough) – polska, a wcześniej kanadyjska wioślarka, mistrzyni świata.
Urodziła się w Kanadzie, niedaleko Toronto, ale ma polskie korzenie. Rodzice jej ojca urodzili się i mieszkali w Polsce. W 2009 roku otrzymała polskie obywatelstwo i reprezentuje barwy Polski. Razem z Magdaleną Kemnitz po wygraniu krajowych eliminacji startowała w Lucernie w kwalifikacjach do igrzysk olimpijskich w 2012 roku, zajmując 5. miejsce w dwójce podwójnej wagi lekkiej (awans wywalczyły dwie pierwsze osady).
Złota medalistka mistrzostw świata w konkurencjach nieolimpijskich w Płowdiwie w 2012 roku w czwórce podwójnej wagi lekkiej (razem z Agnieszką Renc, Weroniką Deresz i Magdaleną Kemnitz). Mistrzyni Kanady i Polski. Zawodniczka WTW Warszawa, a od 2020 - KS Posnanii.